# Richard J. Evans
Richard J. Evans, född 29 september 1947 i Woodford Green i Redbridge i London, är en brittisk historiker med specialisering på Tyskland. Evans är professor i modern historia vid University of Cambridge. Han har undervisat vid University of East Anglia och Birkbeck College, London.
Han är mest känd för sin roll vid försvar av den amerikanska historikern Deborah Lipstadt när hon blivit stämd för förtal av den brittiske historikern David Irving, då Lipstadt anklagade Irving för förnekelse av förintelsen/holocaust.